# Cantonul Vaucouleurs
Cantonul Vaucouleurs este un canton din arondismentul Commercy, departamentul Meuse, regiunea Lorena, Franța.

## Comune
- Bovée-sur-Barboure
- Boviolles
- Brixey-aux-Chanoines
- Broussey-en-Blois
- Burey-en-Vaux
- Burey-la-Côte
- Chalaines
- Champougny
- Cousances-lès-Triconville
- Culey
- Dagonville
- Épiez-sur-Meuse
- Erneville-aux-Bois
- Goussaincourt
- Laneuville-au-Rupt
- Loisey
- Marson-sur-Barboure
- Maxey-sur-Vaise
- Méligny-le-Grand
- Méligny-le-Petit
- Ménil-la-Horgne
- Montbras
- Montigny-lès-Vaucouleurs
- Naives-en-Blois
- Nançois-le-Grand
- Nançois-sur-Ornain
- Neuville-lès-Vaucouleurs
- Ourches-sur-Meuse
- Pagny-la-Blanche-Côte
- Pagny-sur-Meuse
- Reffroy
- Rigny-la-Salle
- Rigny-Saint-Martin
- Saint-Aubin-sur-Aire
- Saint-Germain-sur-Meuse
- Salmagne
- Saulvaux
- Sauvigny
- Sauvoy
- Sepvigny
- Sorcy-Saint-Martin
- Taillancourt
- Troussey
- Ugny-sur-Meuse
- Vaucouleurs
- Villeroy-sur-Méholle
- Void-Vacon
- Willeroncourt